# سیارک ۱۸۲۹۳

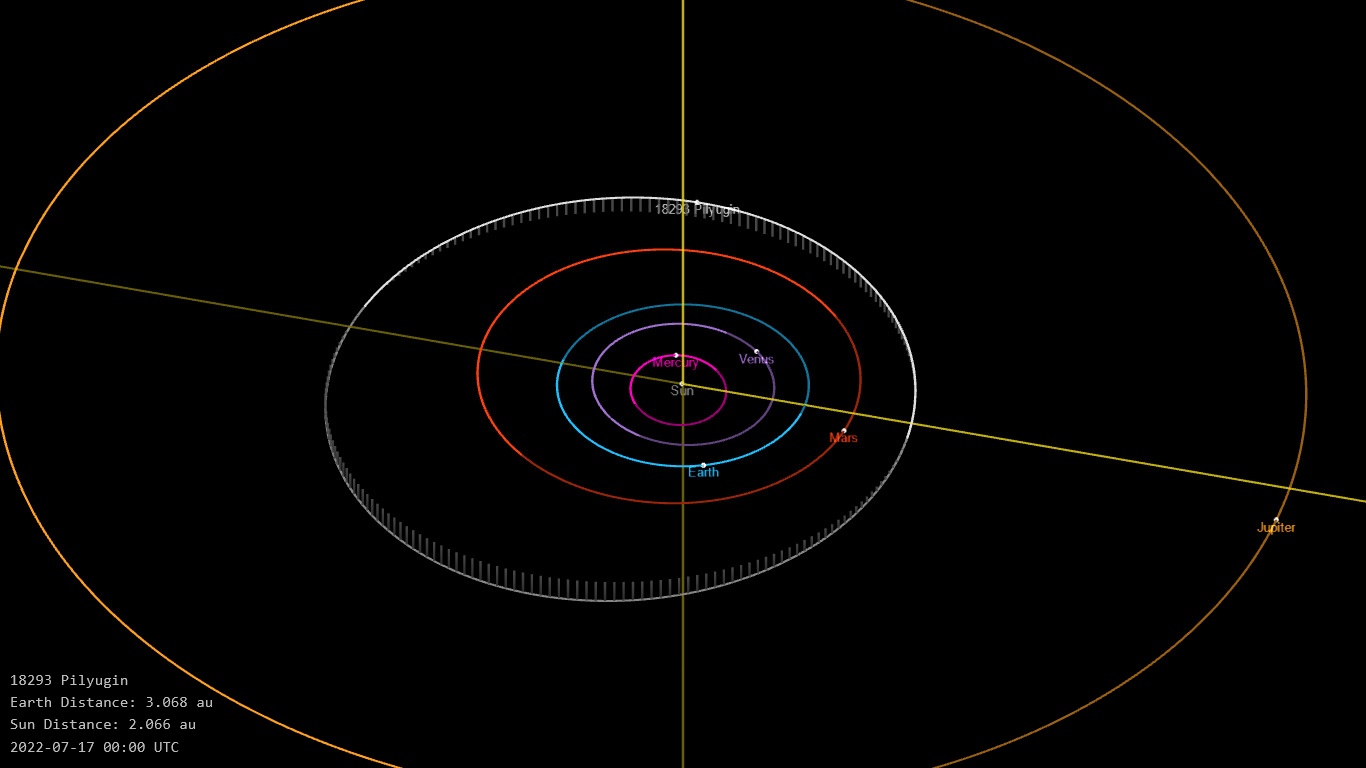
نمایی از محل قرارگیری سیارک ۱۸۲۹۳ در مدار – ۲۰۲۲

سیارک ۱۸۲۹۳ (به انگلیسی: 18293 Pilyugin، نامگذاری:1978SQ4) هجده هزار و دویست و نود و سومین سیارک کشف شده‌است که در ۲۷ سپتامبر ۱۹۷۸ کشف شد.
قدر مطلق سیارک برابر ۱۷.۸ است.